# G.723
G.723은 디지털 회로 증식(DCME)를 위해 24와 40 kbit/s까지 ADPCM을 사용하는 300 Hz에서 3400 Hz 대역을 커버하는 음성 품질을 제공하는, G.721의 확장을 사용하는 ITU-T표준 음성 코덱이다.
G.723.1과는 완전히 다른 코덱이다.

## 같이 보기
- G.723.1
- G.726